# Diambars Football Club de Saly 2013-2014
Questa voce raccoglie le informazioni riguardanti il Diambars Football Club de Saly nelle competizioni ufficiali della stagione 2013-2014.

## Stagione
A seguito della vittoria finale del campionato precedente, nella stagione 2013-2014 il Diambars avrebbe partecipato alla Ligue 1, alla Coupe du Sénégal, alla Coupe de la Ligue, alla Coupe de l'Assemblée Nationale ed alla Champions League.
La squadra ha chiuso il campionato al 9º posto. L'avventura nella coppa nazionale è terminata ai trentaduesimi di finale, con l'eliminazione per mano del Casa Sports, mentre quella nella coppa di lega si è chiusa con la sconfitta in finale contro il Guédiawaye. Il Diambars si è aggiudicato la Coupe de l'Assemblée Nationale 2014, mentre in Champions League non è andato oltre il turno preliminare, con la sconfitta per mano dell'ASFA-Yennenga.

## Rosa
| N. |                    | Ruolo | Calciatore        |
| -- | ------------------ | ----- | ----------------- |
|    | Senegal (bandiera) | P     | Mouhameth Diallo  |
|    | Senegal (bandiera) | P     | Ousmane Mané      |
|    | Senegal (bandiera) | D     | Souleymane Diallo |
|    | Senegal (bandiera) | D     | Ablaye Diene      |
|    | Senegal (bandiera) | D     | Seydina Keita     |
|    | Senegal (bandiera) | D     | Djiby Ndiaye      |
|    | Senegal (bandiera) | D     | Abdoulaye Seck    |
|    | Senegal (bandiera) | D     | Assane Sylla      |
|    | Senegal (bandiera) | D     | Ousseynou Thioune |
|    | Senegal (bandiera) | C     | Alphonse Ba       |

| N. |                    | Ruolo | Calciatore            |
| -- | ------------------ | ----- | --------------------- |
|    | Senegal (bandiera) | C     | Amidou Diop           |
|    | Senegal (bandiera) | C     | Emmanuel Gomis        |
|    | Senegal (bandiera) | C     | Serge Gomis           |
|    | Senegal (bandiera) | C     | Ousseynou Ndiaye      |
|    | Senegal (bandiera) | A     | El Hadji Fine Bop     |
|    | Senegal (bandiera) | A     | Ousseynou Boye        |
|    | Senegal (bandiera) | A     | Arfang Boubacar Daffé |
|    | Senegal (bandiera) | A     | Simon Diédhiou        |
|    | Senegal (bandiera) | A     | Pape Moussa Sow       |

## Risultati

### Ligue 1

#### Girone di andata
| 14 dicembre 2013 1ª giornata | Pikine | 1 – 0 referto | Diambars |  |

| 28 dicembre 2013 2ª giornata | Diambars | 1 – 1 referto | Casa Sports |  |

| 4 gennaio 2014 3ª giornata | Yeggo Dakar | 1 – 2 referto | Diambars |  |

| 8 gennaio 2014 4ª giornata | Diambars | 1 – 1 referto | Niarry Tally |  |

| 18 gennaio 2014 5ª giornata | Ouakam | 0 – 2 referto | Diambars |  |

| 25 gennaio 2014 6ª giornata | Diambars | 1 – 1 referto | Stade de Mbour |  |

| 2 febbraio 2014 7ª giornata | La Linguère | 1 – 0 referto | Diambars |  |

| 29 gennaio 2014 8ª giornata | Diambars | 4 – 0 referto | Olympique de Ngor |  |

| 20 febbraio 2014 9ª giornata | Suneor | 1 – 1 referto | Diambars |  |

| 24 febbraio 2014 10ª giornata | Diambars | 2 – 1 referto | Diaraf |  |

| 1º marzo 2014 11ª giornata | Diambars | 0 – 0 referto | Port Autonome |  |

| 8 marzo 2014 12ª giornata | Dakar | 0 – 2 referto | Diambars |  |

| 15 marzo 2014 13ª giornata | Diambars | 0 – 1 referto | Touré Kunda |  |

| 22 marzo 2014 14ª giornata | Diambars | 0 – 1 referto | Pikine |  |

#### Girone di ritorno
| 30 marzo 2014 15ª giornata | Casa Sports | 1 – 0 referto | Diambars |  |

| 13 aprile 2014 16ª giornata | Diambars | 2 – 0 referto | Yeggo Dakar |  |

| 22 aprile 2014 17ª giornata | Niarry Tally | 0 – 0 referto | Diambars |  |

| 27 aprile 2014 18ª giornata | Diambars | 1 – 0 referto | Ouakam |  |

| 4 maggio 2014 19ª giornata | Stade de Mbour | 1 – 1 referto | Diambars |  |

| 11 maggio 2014 20ª giornata | Diambars | 2 – 2 referto | La Linguère |  |

| 18 maggio 2014 21ª giornata | Olympique de Ngor | 2 – 1 referto | Diambars |  |

| 26 maggio 2014 22ª giornata | Diambars | 0 – 1 referto | Suneor |  |

| 31 maggio 2014 23ª giornata | Diaraf | 3 – 1 referto | Diambars |  |

| 10 giugno 2014 24ª giornata | Port Autonome | 5 – 1 referto | Diambars |  |

| 15 giugno 2014 25ª giornata | Diambars | 4 – 1 referto | Dakar |  |

| 21 giugno 2014 26ª giornata | Touré Kunda | 0 – 0 referto | Diambars |  |

### Coupe du Sénégal
| 16 aprile 2014 Trentaduesimi di finale       | Casa Sports          | 1 – 1 referto | Diambars |  |
| \| \| \| \| \| \| Tiri di rigore 8 – 7 \| \| |                      |               |          |  |
|                                              |                      |               |          |  |
|                                              | Tiri di rigore 8 – 7 |               |          |  |

| 19 marzo 2014 Primo turno | Diambars | 3 – 2 referto | La Linguère |  |

| 8 aprile 2014 Secondo turno | Gorée | 1 – 2 referto | Diambars |  |

| 8 maggio 2014 Quarti di finale | Niarry Tally | 0 – 1 referto | Diambars |  |

| 7 giugno 2014 Semifinale | Diambars | 1 – 0 referto | Pikine |  |

| 6 luglio 2014 Finale | Guédiawaye | 1 – 0 referto | Diambars |  |

### Coupe de l'Assemblée Nationale
| 7 dicembre 2013 Semifinale | Kawral | 0 – 3 referto | Diambars |  |

| 8 dicembre 2013 Finale | Diambars | 1 – 0 referto | Diaraf |  |

### Champions League
| Arbitro: | Ogunyamodi |

|           |           |  |
| Keita 74’ | Marcatori |  |

| Arbitro: | Karembe |

|          |                      |  |
| Nabi 75’ | Marcatori            |  |
|          | Tiri di rigore 4 – 2 |  |

## Statistiche

### Statistiche dei giocatori
| Giocatore   | Ligue 1  | Ligue 1 | Ligue 1     | Ligue 1    | Coppe nazionali | Coppe nazionali | Coppe nazionali | Coppe nazionali | Champions League | Champions League | Champions League | Champions League | Altre coppe | Altre coppe | Altre coppe | Altre coppe | Totale   | Totale | Totale      | Totale     |
| Giocatore   | Presenze | Reti    | Ammonizioni | Espulsioni | Presenze        | Reti            | Ammonizioni     | Espulsioni      | Presenze         | Reti             | Ammonizioni      | Espulsioni       | Presenze    | Reti        | Ammonizioni | Espulsioni  | Presenze | Reti   | Ammonizioni | Espulsioni |
| ----------- | -------- | ------- | ----------- | ---------- | --------------- | --------------- | --------------- | --------------- | ---------------- | ---------------- | ---------------- | ---------------- | ----------- | ----------- | ----------- | ----------- | -------- | ------ | ----------- | ---------- |
| A. Ba       | ?        | ?       | ?           | ?          | ?               | ?               | ?               | ?               | 2                | 0                | ?                | ?                |             |             |             |             | 2+       | 0+     | 0+          | 0+         |
| E. Bop      | ?        | ?       | ?           | ?          | ?               | ?               | ?               | ?               | ?                | ?                | ?                | ?                |             |             |             |             | 0+       | 0+     | 0+          | 0+         |
| O. Boye     | ?        | ?       | ?           | ?          | ?               | ?               | ?               | ?               | ?                | ?                | ?                | ?                |             |             |             |             | 0+       | 0+     | 0+          | 0+         |
| A. Daffé    | ?        | ?       | ?           | ?          | ?               | ?               | ?               | ?               | 1+               | 0                | ?                | ?                |             |             |             |             | 1+       | 0+     | 0+          | 0+         |
| S. Diallo   | ?        | ?       | ?           | ?          | ?               | ?               | ?               | ?               | 2                | 0                | ?                | ?                |             |             |             |             | 2+       | 0+     | 0+          | 0+         |
| M. Diallo   | ?        | -?      | ?           | ?          | ?               | -?              | ?               | ?               | 2                | -?               | ?                | ?                |             |             |             |             | 2+       | 0+     | 0+          | 0+         |
| A. Diene    | ?        | ?       | ?           | ?          | ?               | ?               | ?               | ?               | ?                | ?                | ?                | ?                |             |             |             |             | 0+       | 0+     | 0+          | 0+         |
| S. Diédhiou | ?        | ?       | ?           | ?          | ?               | -?              | ?               | ?               | 2                | 0                | ?                | ?                |             |             |             |             | 2+       | 0+     | 0+          | 0+         |
| A. Diop     | ?        | ?       | ?           | ?          | ?               | ?               | ?               | ?               | 2                | 0                | ?                | ?                |             |             |             |             | 2+       | 0+     | 0+          | 0+         |
| E. Gomis    | ?        | ?       | ?           | ?          | ?               | ?               | ?               | ?               | 2                | 0                | ?                | ?                |             |             |             |             | 2+       | 0+     | 0+          | 0+         |
| S. Gomis    | ?        | ?       | ?           | ?          | ?               | ?               | ?               | ?               | 1+               | 0                | ?                | ?                |             |             |             |             | 1+       | 0+     | 0+          | 0+         |
| S. Keita    | ?        | ?       | ?           | ?          | ?               | ?               | ?               | ?               | 2                | 1                | ?                | ?                |             |             |             |             | 2+       | 1+     | 0+          | 0+         |
| O. Mané     | ?        | -?      | ?           | ?          | ?               | -?              | ?               | ?               | ?                | -?               | ?                | ?                |             |             |             |             | 0+       | 0+     | 0+          | 0+         |
| D. Ndiaye   | ?        | ?       | ?           | ?          | ?               | ?               | ?               | ?               | 2                | 0                | ?                | ?                |             |             |             |             | 2+       | 0+     | 0+          | 0+         |
| O. Ndiaye   | ?        | ?       | ?           | ?          | ?               | ?               | ?               | ?               | 2                | 0                | ?                | ?                |             |             |             |             | 2+       | 0+     | 0+          | 0+         |
| P. Sow      | ?        | ?       | ?           | ?          | ?               | ?               | ?               | ?               | 1+               | 0                | ?                | ?                |             |             |             |             | 1+       | 0+     | 0+          | 0+         |
| A. Sylla    | ?        | ?       | ?           | ?          | ?               | ?               | ?               | ?               | ?                | ?                | ?                | ?                |             |             |             |             | 0+       | 0+     | 0+          | 0+         |
| O. Thioune  | ?        | ?       | ?           | ?          | ?               | ?               | ?               | ?               | 2                | 0                | ?                | ?                |             |             |             |             | 2+       | 0+     | 0+          | 0+         |